# General Las Heras (município)
General Las Heras (partido) é um partido (município) da província de Buenos Aires, na Argentina. Possuía, de acordo com estimativa de 2019, 17.182 habitantes.